# Lindernia grandiflora
Lindernia grandiflora é uma espécie botânica do gênero Lindernia pertencente à família Linderniaceae.